# Exaltación de la Santa Cruz (tres clavos, tres cristos)

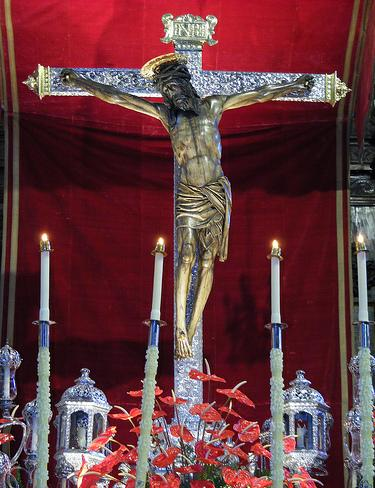
Imagen del Santísimo Cristo de La Laguna, una de las imágenes religiosas más veneradas en Canarias e imagen honorífica de la exposición Exaltación de la Santa Cruz (tres clavos, tres cristos).

Exaltación de la Santa Cruz (tres clavos, tres cristos) fue una exposición de colages, 200 fotografías y textos impresos sobre las tres imágenes cristológicas más señeras de la isla de Tenerife (Canarias, España). 
Estas imágenes son; el Santísimo Cristo de La Laguna, el Santísimo Cristo de Tacoronte y el Santísimo Cristo del Calvario de Icod de los Vinos. Aunque también hubo una representación del Santísimo Cristo del Planto (La Palma) y del Santísimo Cristo de Telde (Gran Canaria). Todos ellos constituyen las cinco imágenes cristológicas más veneradas del Archipiélago Canario. La exposición estuvo abierta al público del 10 al 30 de septiembre de 2009.

## Organización de la Exposición
La exposición fue una iniciativa del artesano lagunero, afincado en el municipio de El Sauzal, Santiago González Arbelo. La muestra se inauguró en la Casa de los Cáceres de Icod de los Vinos por parte del alcalde de este municipio, Diego Afonso, con la asistencia de varias autoridades civiles de Canarias. 
La muestra recibió la aprobación de la Casa Real Española, del presidente del Real Madrid, Florentino Pérez, la alcaldesa de Sanlúcar de Barrameda (Cádiz), la Pontificia, Real y Venerable Esclavitud del Santísimo Cristo de La Laguna, hermandades de Tenerife, representantes de la Basílica de San Juan Bautista de Telde y ayuntamientos de las islas. La exposición también mostró fotografías del encuentro entre la imagen del Cristo de La Laguna y la Virgen de Candelaria (Patrona de Canarias), con motivo de la visita de esta Virgen a la ciudad de San Cristóbal de La Laguna en mayo de 2009.
La exposición visitó también los municipios de San Cristóbal de La Laguna, Tacoronte y Candelaria en Tenerife y ha sido repetida en años sucesivos.

## Las tallas de los Cristos

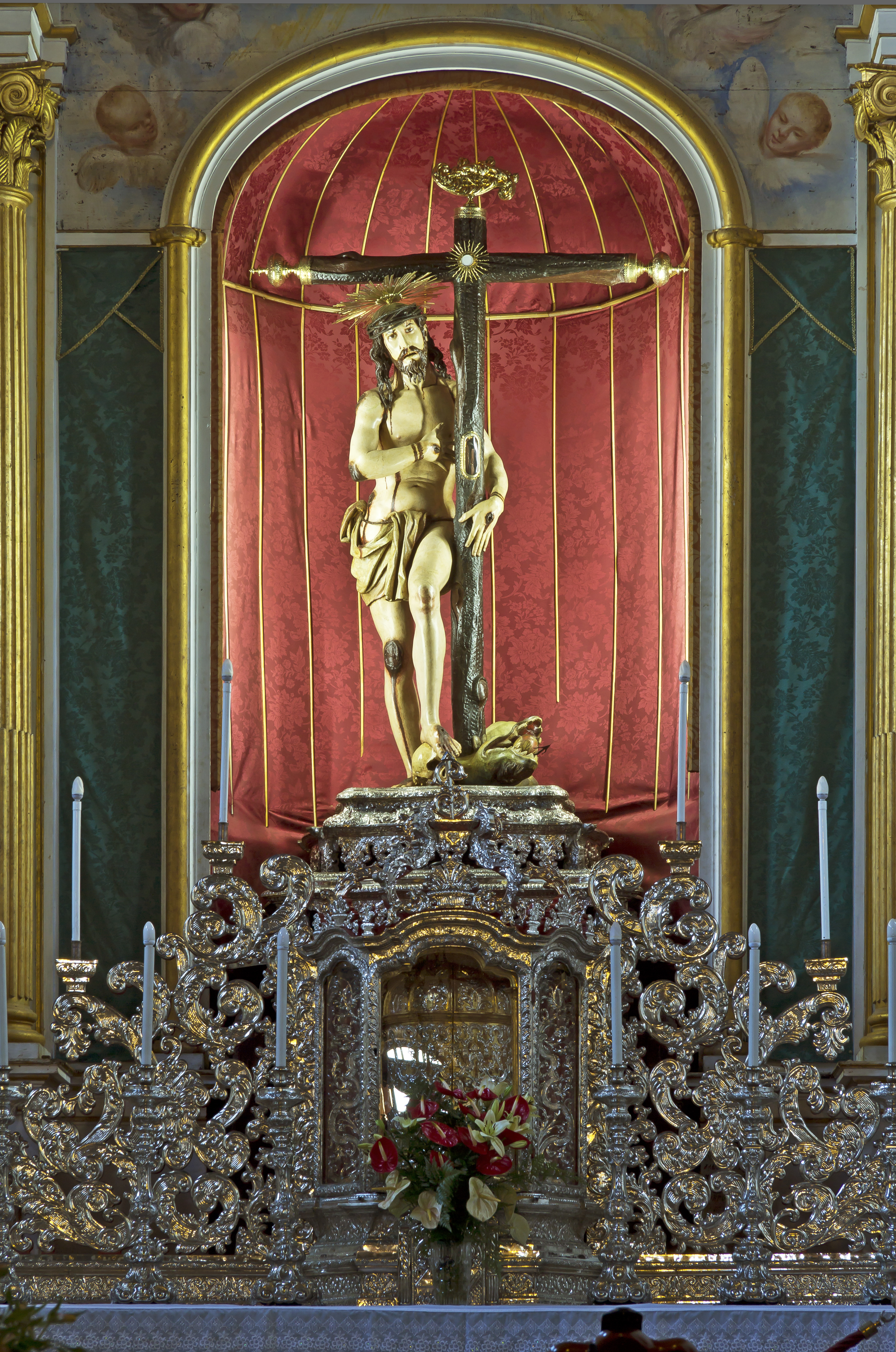
Imagen del Santísimo Cristo de Tacoronte, que también estuvo representado en la muestra.

Aparte de la devoción que suscitan, estos tres Cristos tienen el rasgo común de celebrar sus fiestas mayores en el mes de septiembre, el "mes de la Exaltación de la Santa Cruz".
- El Santísimo Cristo de La Laguna; imagen católica de gran valor histórico, artístico y cultural que representa la imagen de Jesús de Nazaret crucificado. Está situada en San Cristóbal de La Laguna, municipio y ciudad de la isla de Tenerife, es una de las imágenes religiosas más antiguas del archipiélago, es del siglo XVI. Dicha obra es una de las mejores imágenes que forman parte del Patrimonio Histórico de Canarias.[1] Su fiesta se celebra el 14 de septiembre.

- El Santísimo Cristo de los Dolores y Agonía (también llamado Cristo de Tacoronte), es una imagen que representa a Jesucristo. Está situado en el retablo del altar mayor de la Iglesia o Santuario del Cristo en el municipio de Tacoronte, en la isla de Tenerife. Es la segunda advocación de Cristo más venerada del Archipiélago Canario tras el Santísimo Cristo de La Laguna.[2] Su fiesta se celebra también el 14 de septiembre.

- El Santísimo Cristo del Calvario de Icod de los Vinos, también llamado Cristo de Icod o Cristo Rescatado, es una imagen de Jesús crucificado, de gran devoción popular en el municipio y ciudad de Icod de los Vinos (isla de Tenerife). El Cristo de Icod fue esculpido en La Habana (Cuba) y posteriormente trasladado a Tenerife en el año 1729, la talla de madera del Cristo es de estilo barroco hispánico americano. Su fiesta se celebra el 24 de septiembre.

## Imágenes invitadas
En esta exposición también estuvieron presentes colages, cuadros y fotografías de las imágenes del Santísimo Cristo de Telde (efigie moldeada por los indios tarascos de México en el siglo XVI) y del Santísimo Cristo del Planto (imagen también de factura mexicana, venerado en el municipio de Santa Cruz de La Palma).